# Konzert für Berlin

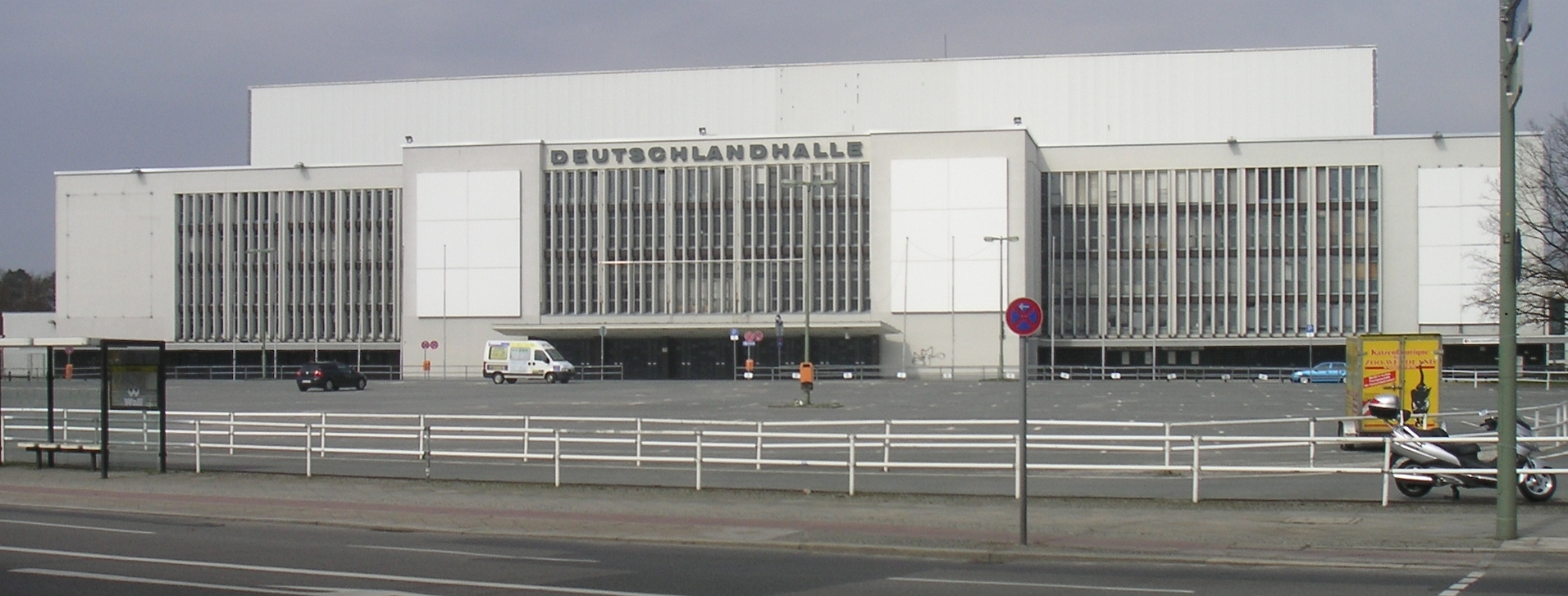
Veranstaltungsort: Deutschlandhalle in Berlin (2006)

Das Konzert für Berlin fand am Sonntag, dem 12. November 1989, – drei Tage nach dem Fall der Mauer – mit insgesamt über den Tag verteilt circa 50.000 Besuchern in der West-Berliner Deutschlandhalle statt. Mit Hilfe dieses ersten großen deutsch-deutschen Rockkonzerts, das elf Stunden dauerte, sollten insbesondere Jugendliche aus Ost-Berlin und der DDR im Westen willkommen geheißen werden.

## Organisation und Ablauf
Um der Freude über den Fall der Mauer Ausdruck zu verleihen und mit Musik ein Zeichen zu setzen, entschloss sich der Sender Freies Berlin (SFB) am 10. November, ein Rockkonzert mit freiem Eintritt zu veranstalten. Das Konzert wurde innerhalb von nur zwei Tagen von Redakteuren der populären Radiosendung S-F-Beat – einer der ersten Jugendsendungen – organisiert. Als private Veranstalter fungierten Conny Konzack und Vivi Eickelberg. Ursprünglich sollte das Konzert am Reichstag stattfinden. Aufgrund von Sicherheitsbedenken wurde es jedoch in der Deutschlandhalle weit im Westen der Stadt veranstaltet. Eine offizielle Ankündigung oder gar professionelle Werbung für das Konzert gab es nicht; alleine die Bekanntgabe des damaligen SFB-Reporters Holger Senft live in der Berliner Abendschau am 11. November sorgte bereits für einen Besucheransturm.
Das Konzert für Berlin wurde nicht live im Fernsehen übertragen, da der SFB stattdessen ein klassisches Konzert aus der Berliner Philharmonie sendete. Im Radio (über die UKW-Sender SFB 2, Bayern 2, hr3, Bremen Vier und NDR 2) wurde über mehrere Stunden live in weite Teile Westdeutschlands übertragen. Es begann gegen 13:00 Uhr und endete erst kurz vor Mitternacht. Zwischen den einzelnen Auftritten und während der Umbaupausen wurden jeweils Redebeiträge ermöglicht. So ergriffen manche Musiker das Wort und schilderten ihre momentane Gefühlswelt.
Viele Künstler machten ihre Stimmung in den Ansagen zwischen den Beiträgen deutlich, so beispielsweise Melissa Etheridge:

„As an American, I am very proud to be here at this time in history. But as a human being I wish you both – east and west – Frieden und Freiheit – jetzt und für immer!“

Der Leadsänger der Kölner Rockgruppe BAP, Wolfgang Niedecken, versuchte zu erfassen, wie hoch der Publikumsanteil der Gäste aus der DDR war. Auf seine Frage, wer alles aus der DDR sei, erhob ungefähr die Hälfte der Zuhörer ihre Hand.
Die Moderation des Konzertes erfolgte durch Steffen Simon, der auch Grußadressen von weiteren – nicht anwesenden – Künstlern verlas:

„… Als die Künstler davon hörten – am Freitagmorgen/Freitagvormittag – ist eine Flut von Angeboten auf uns zugekommen. Alle wollten sie hier spielen. Es können nicht alle spielen. Es haben auch nicht alle eine Band auf die Beine gestellt …“

Da sich in diesen Tagen die politischen Ereignisse überschlugen, informierte Simon in seinem Ansagen auch über solche tiefgreifende Veränderungen:

„… Der Verteidigungsminister der DDR hat soeben in der Aktuellen Kamera bekanntgegeben, dass an den innerdeutschen Grenzen der Schießbefehl aufgehoben ist! …“

## Teilnehmende Künstler

### Line-Up
Eröffnung des Konzerts durch Rausch, … Mad Romeo, Pankow (Titel: Gut’ Nacht, Gib mir’n Zeichen, …), BAP (Zehnter Juni; Alexandra, nit nur do; Ahl Männer, aalglatt; Do kanns zaubre; Fortsetzung folgt; Stadt im Niemandsland; Dä Deckel vum Clown; Drei Wünsch frei; Verdamp lang her; Pänz, Pänz, Pänz), Ulla Meinecke im Duett mit Konstantin Wecker (Schlendern ist Luxus / Wecker solo: Genug ist nicht genug, Wenn der Sommer nicht mehr weit ist, Die weiße Rose), Melissa Etheridge (My Back Door, No Souvenirs, Testify, Bring Me Some Water, The Way I Do), Udo Lindenberg (Sonderzug nach Pankow, Mädchen aus Ost-Berlin, Straßenfieber, Horizont …), Die Zöllner (Hör mich …), Die 3 Tornados mit ihrem letzten Auftritt, Joe Cocker & Band (Shelter Me, You Can Leave Your Hat On, Up Where We Belong, When the Night Comes, Unchain My Heart, With a Little Help from My Friends), Silly (Bataillon d’amour, Verlor’ne Kinder, Raus aus der Spur, Alles wird besser, …), Marius Müller-Westernhagen (… Freiheit, …), Angelika Weiz, Die Toten Hosen (Hier kommt Alex, Liebeslied, 1000 gute Gründe, …), Heinz Rudolf Kunze (… Die offene See, Finden Sie Mabel, Dein ist mein ganzes Herz, Meine eigenen Wege), Nina Hagen (… My Way; Ich weiß, es wird einmal ein Wunder gescheh’n (Zarah Leander); TV Glotzer; Where Is the Party, Ave Maria), Pannach und Kunert (Der Tag, an dem die Mauer fiel …), die Puhdys und Nena (… Wunder gescheh’n).

### Details
- Udo Lindenberg wandelte den Text eines seiner bekanntesten Lieder ab und sang unter lautem Jubel: „… Entschuldigen sie, ist das der Sonderzug aus Pankow? Wir müssen mal eben da hin; mal eben nach West-Berlin. Man glaubt es ja kaum, es ist ja alles wie ein schöner Traum – doch keine Angst vor’m Erwachen, wir werden jetzt so weiter machen! …“[4]
- Joe Cocker und seine neun-köpfige Band unterbrachen für das Konzert ihre laufende Europa-Tournee und wurden am Nachmittag – auf Kosten eines Sponsors aus der Wirtschaft – eingeflogen. Nach seinem Auftritt wollte Cocker unbedingt noch an die Mauer; sein Fahrer blieb jedoch im Verkehrschaos dieser Tage stecken. Mit Hilfe einer Polizeieskorte kam er dann doch noch an die Mauer und anschließend zum Flughafen Tempelhof, um zur Fortsetzung der Tournee weiter nach Aarhus in Dänemark zu fliegen.
- Ungezwungen mischten sich Sänger und Musiker unterschiedlichster Bands während mancher Auftritte. So sangen beispielsweise Tamara Danz, Thomas Fritzsching und Herbert Junck von Silly, Heinz-Rudolf Kunze, Udo Lindenberg, Konstantin Wecker und Ulla Meinecke bei With a little help from my friends im Backgroundchor von Joe Cockers Band mit.
- Auch die Toten Hosen unterbrachen für das Konzert ihre laufende Tour; sie waren auf einer Rundreise durch Frankreich. Gitarrist Breiti erinnert sich nach 20 Jahren: „Es war ein Gefühl von Freude und Erleichterung, wie man es in einem Land wohl selten in dieser Form erlebt.“[5]
- Den letzten Auftritt des Abends hatte Nena. Sie sang um kurz vor Mitternacht ihr neu erschienenes Lied Wunder gescheh’n.[6]
- Mit dem Titel Set me free. Konzert für Berlin 12. November 1989 drehte Holger Senft mit seinem Kameramann Dieter Hoffmann eine 80-minütige Filmdokumentation des Konzerts. Die Uraufführung fand am 16. Februar 1990 in Berlin statt.[7] Eine Kurzversion von 45 Minuten (Titel Konzert für Berlin. Rockkonzert in der Deutschlandhalle) sendete der SFB am 12. November 1989.[8]
- Es war geplant, vom Mitschnitt des Konzerts für Berlin eine Doppel-LP zu veröffentlichen. Ein Muster der Platte und des Covers wurde erstellt. Die Schallplatte kam aber nie in den Handel, weil man sich nicht über die Lizenzbedingungen verständigen konnte.
- Erst am 31. Oktober 2014 (zum 25-jährigen Jubiläum) erschien unter dem Titel Mauerfall - Das Legendäre Konzert Für Berlin '89 ein Auszug des Konzertmitschnitts (Laufzeit 69 min inklusive der Live-Moderation durch Steffen Simon) auf CD.[9]

## Politische und gesellschaftliche Bedeutung
Die Bürger Berlins wurden aufgefordert, Radios in ihre Fenster zu stellen, um das Ereignis in allen Straßen der Stadt für jedermann hörbar zu machen. Tausende folgten dieser Bitte.
Anders als sonst bei Konzerten üblich, hatte diese Veranstaltung – aufgrund der umwälzenden Ereignisse jener Tage – auch eine politische Bedeutung. Die Einmaligkeit und Tragweite dieses ersten gesamtdeutschen Rockkonzerts machte der damalige Regierende Bürgermeister von West-Berlin, Walter Momper deutlich. Er richtete von der Bühne herab ein Grußwort an die DDR-Bürger und erzählte unter anderem, dass er am Morgen mit dem damaligen Ost-Berliner Oberbürgermeister Erhard Krack am Potsdamer Platz einen Grenzübergang aufgemacht habe und mit dem Bundespräsidenten (Richard von Weizsäcker) an der Öffnung des Grenzübergangs auf der Glienicker Brücke teilgenommen habe.
Dieses einmalige Konzert fand in einer emotional äußerst aufgeladenen Atmosphäre in sehr friedlicher Stimmung statt. Zeitweilig war die Halle mit über 15.000 Menschen überfüllt.